# Abersychan
Abersychan – miasto w południowo-wschodniej Walii, w hrabstwie Torfaen (historycznie w Monmouthshire), położone nad rzeką Lwyd. W 2011 roku liczyło 7573 mieszkańców.
W XIX wieku miasto było ośrodkiem hutnictwa żelaza.